# Галупово
Галупово (укр. Галупове) — село, относится к Ширяевскому району Одесской области Украины.
Население по переписи 2001 года составляло 4 человека. Почтовый индекс — 66842. Телефонный код — 4858. Занимает площадь 0,26 км². Код КОАТУУ — 5125485202.

## Местный совет
66842, Одесская обл., Ширяевский р-н, с. Саханское, ул. Ленина, 65